# Remo nos Jogos Pan-Americanos de 2019 - Skiff duplo feminino
A competição do skiff duplo feminino foi um dos eventos do remo nos Jogos Pan-Americanos de 2019. Foi disputada no Albufera Medio Mundo em Huacho nos dias 6 e 8 de agosto.

## Calendário
Horário local (UTC-5).
| Data        | Horário | Fase          |
| ----------- | ------- | ------------- |
| 6 de agosto | 9:00    | Eliminatórias |
| 8 de agosto | 9:30    | Final         |

## Medalhistas
| Ouro   | CUB Aimee Hernández e Yariulvis Cobas |
| Prata  | USA Julia Lonchar e Margaret Fellows  |
| Bronze | ARG Oriana Ruiz e Milka Kraljev       |

## Resultados

### Eliminatórias
| Pos. | Remador                         | Nacionalidade      | Tempo   | Notas |
| ---- | ------------------------------- | ------------------ | ------- | ----- |
| 1    | Aimee Hernández Yariulvis Cobas | CUB Cuba           | 7:05.77 | F     |
| 2    | Julia Lonchar Margaret Fellows  | USA Estados Unidos | 7:07.33 | F     |
| 3    | Layla Balooch Shannon Kennedy   | CAN Canadá         | 7:07.85 | F     |
| 4    | Victoria Hostetter Josefa Vila  | CHI Chile          | 7:18.75 | F     |
| 5    | Yanka Vieira Luana de Azevedo   | BRA Brasil         | 7:31.32 | F     |
| 6    | Oriana Ruiz Milka Kraljev       | ARG Argentina      | 7:51.90 | F     |

### Final
| Pos.              | Remador                         | Nacionalidade      | Tempo   | Notas |
| ----------------- | ------------------------------- | ------------------ | ------- | ----- |
| Medalha de ouro   | Aimee Hernández Yariulvis Cobas | CUB Cuba           | 7:10.74 |       |
| Medalha de prata  | Julia Lonchar Margaret Fellows  | USA Estados Unidos | 7:12.72 |       |
| Medalha de bronze | Oriana Ruiz Milka Kraljev       | ARG Argentina      | 7:18.85 |       |
| 4                 | Victoria Hostetter Josefa Vila  | CHI Chile          | 7:30.84 |       |
| 5                 | Yanka Vieira Luana de Azevedo   | BRA Brasil         | 7:35.31 |       |
| 6                 | Layla Balooch Shannon Kennedy   | CAN Canadá         | 7:41.34 |       |